# 羊飼いの礼拝 (プッサン)
『羊飼いの礼拝』（ひつじかいのれいはい、独: Anbetung der Hirten、英: The Adoration of the Shepherds）は、17世紀フランスの巨匠ニコラ・プッサンが1650-1657年ごろ、キャンバス上に油彩で制作した絵画である。『新約聖書』中の「ルカによる福音書」 (2章8-21) にある羊飼いの礼拝を主題としている。作品は1799年にマンハイムの絵画館から取得され、現在はバイエルン州立絵画収集の所蔵作品としてシュライスハイム宮殿に展示されている。

## 作品

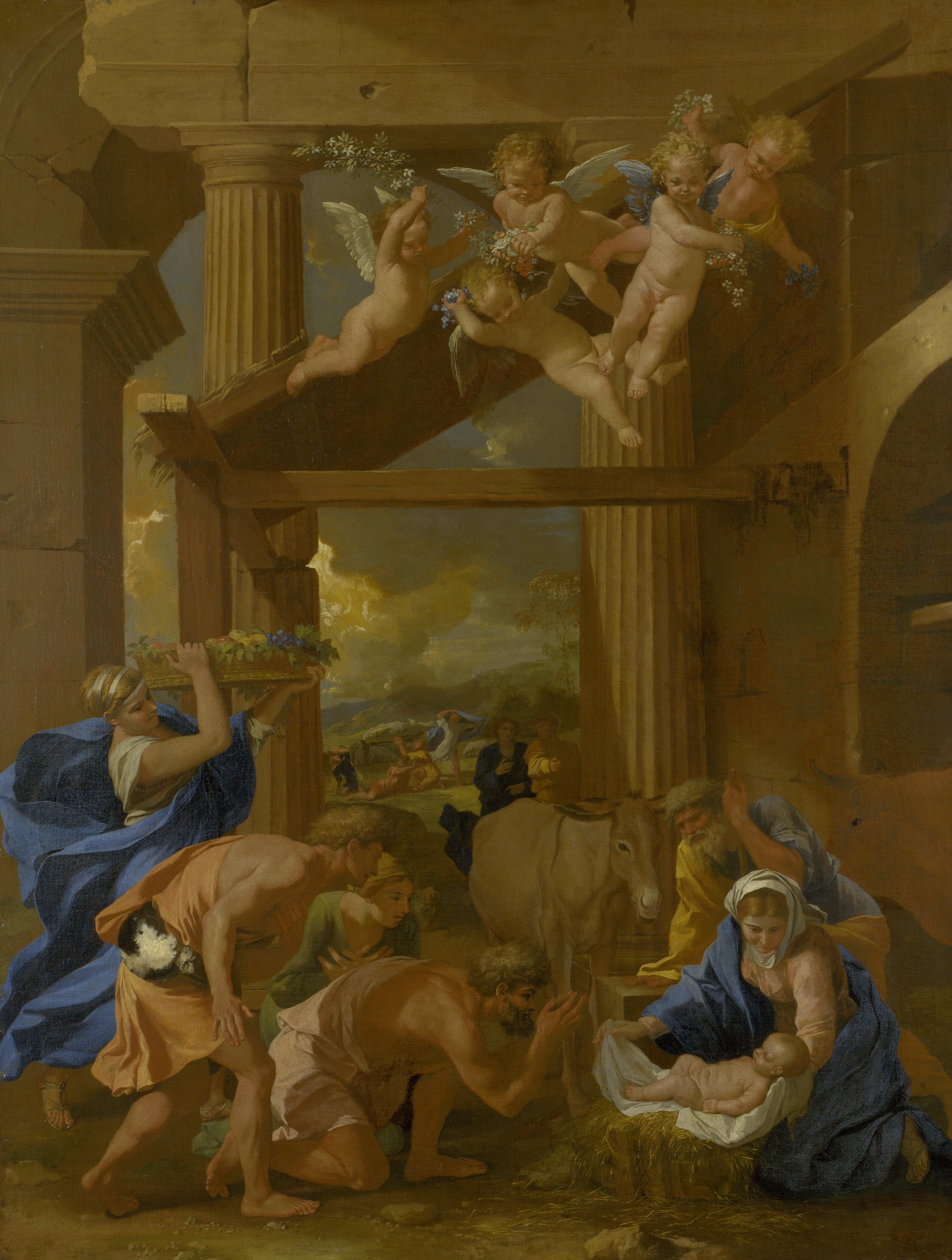
ニコラ・プッサン『羊飼いの礼拝』 (1631-1633年)、ナショナル・ギャラリー (ロンドン)

「ルカによる福音書」によれば、イエス・キリストが生まれた直後、ベツレヘムの地方で羊飼いたちが夜間に野宿をしながら羊の番をしていたところ、主の御使いである天使が現れ、彼らにイエスの誕生を伝えた。光と天使の導きによりイエスのもとにやってきた羊飼いたちはやがて、言われたとおり「幼子が布にくるまって飼葉桶の中に寝かしてあるのを」見たという。
画面左手前には聖母マリアと彼女の膝の上のイエスがおり、2人の背後には聖ヨセフが見える。彼らの右側にいる4人の羊飼いはイエスのほうを向いている。そのうち手前にいる1人は、胸に手を組んで畏敬の気持ちを示す。もう1人の髭のある羊飼いはイエスを包む亜麻布に接吻する。この絵画では、プッサンが以前に描いた『羊飼いの礼拝』 (1631-1633年、ロンドン・ナショナル・ギャラリー) に描かれていた背後の風景、空中の天使、花籠などが省かれ、羊飼いの礼拝そのものに焦点が当てられている。
ロンドンの作品に比べ、構図そのものも大きく変化している。聖母子の位置は左右逆転し、ロンドンの作品の場面となっている廃墟が本作では暗い馬小屋に取って代わられている。暗色の画面にはカラヴァッジョ風の光が左から照射され、静かな信仰の世界が表現されている。前景の人物はクローズアップされ、個々の羊飼いの年齢も多様に表されており、彼らの手と指の動きも微妙に複雑なものとなっている。